# Nyctemera letensis
Nyctemera letensis là một loài bướm đêm thuộc phân họ Arctiinae, họ Erebidae.